# 1989 au Manitoba
Chronologie du Manitoba
- 1985
- 1986
- 1987
- 1988
- 1989
- 1990
- 1991
- 1992
- 1993

Cette page concerne des événements d'actualité qui se sont produits durant l'année 1989 dans la province canadienne du Manitoba.

## Politique
- Premier ministre : Gary Filmon
- Chef de l'Opposition :
- Lieutenant-gouverneur : George Johnson
- Législature :

## Naissances
- 9 mai : Alex Plante (né à Brandon) est un joueur professionnel de hockey sur glace canadien[1].
- 19 septembre : Jason De Rocco est un joueur canadien de volley-ball né à Winnipeg (Manitoba). Il mesure 2,01 m et joue réceptionneur-attaquant. Il est international canadien.
- 24 décembre : Matthew Calvert (né à Brandon) est un joueur professionnel de hockey sur glace canadien[2].